# Deutsche Meisterschaften im Skispringen der Damen 2008
Die Deutschen Meisterschaften im Skispringen der Damen 2008 fanden am 2. und 3. August 2008 in Oberhof statt. Die Wettbewerbe wurden auf der Jugendschanze Oberhof (K66) ausgetragen. Insgesamt nahmen 26 Teilnehmerinnen an den Wettbewerben teil. Das Einzelspringen wurde nach Altersklassen aufgesplittet und in zwei Kategorien ausgetragen. Offizieller Ausrichter war der SC Motor Zella-Mehlis.

## Ergebnisse

### Kategorie A
| Platz | Sportlerin         | Verein           | Weite 1 | Weite 2 | Punkte |
| ----- | ------------------ | ---------------- | ------- | ------- | ------ |
| 1     | Magdalena Schnurr  | SV Baiersbronn   | 68.0    | 70.5    | 247.6  |
| 2     | Jenna Mohr         | SC Willingen     | 70.0    | 71.5    | 244.8  |
| 3     | Juliane Seyfarth   | TSG 07 Ruhla     | 66.5    | 69.5    | 239.6  |
| 4     | Ulrike Gräßler     | VSC Klingenthal  | 67.5    | 71.0    | 238.6  |
| 5     | Melanie Faißt      | SV Baiersbronn   | 69.5    | 67.0    | 237.3  |
| 6     | Anna Häfele        | SC Willingen     | 62.5    | 64.5    | 213.5  |
| 7     | Ann-Kristin Ahlers | SK Winterberg    | 61.0    | 66.5    | 205.7  |
| 8     | Carina Vogt        | SC Degenfeld     | 62.0    | 62.0    | 204.3  |
| 9     | Svenja Würth       | SV Baiersbronn   | 61.0    | 61.5    | 196.7  |
| 10    | Katharina Althaus  | SC Oberstdorf    | 60.5    | 60.5    | 194.6  |
| 11    | Lea Wallewein      | SK Meinerzhagen  | 59.0    | 63.0    | 193.5  |
| 12    | Ramona Straub      | SC Langenordnach | 59.5    | 61.5    | 191.6  |
| 13    | Sarah Pöppel       | SC Oberstdorf    | 53.5    | 58.5    | 168.5  |
| 14    | Nicole Hauer       | WSV Rastbüchl    | 55.0    | 55.0    | 165.7  |

### Kategorie B
| Platz | Sportlerin         | Verein           | Weite 1 | Weite 2 | Punkte |
| ----- | ------------------ | ---------------- | ------- | ------- | ------ |
| 1     | Anna Rupprecht     | SC Degenfeld     | 61.0    | 66.0    | 213.0  |
| 2     | Franziska Schubert | SV Fortuna Pöhla | 62.5    | 60.0    | 195.9  |
| 3     | Nancy Brückner     | SV Stützengrün   | 59.0    | 58.0    | 180.5  |
| 4     | Jenny Löffler      | SC Menzenschwand | 57.0    | 58.5    | 173.9  |
| 5     | Carina Ziller      | SC Degenfeld     | 54.0    | 58.5    | 167.7  |
| 6     | Melanie Häckert    | VSC Klingenthal  | 53.0    | 60.5    | 167.6  |
| 7     | Alexandra Ahlborn  | SC Willingen     | 52.5    | 56.0    | 153.6  |
| 8     | Stefanie Reischl   | WSV Rastbüchl    | 47.5    | 52.5    | 138.7  |
| 9     | Lucienne Höppner   | SV Stützengrün   | 50.0    | 50.0    | 128.7  |
| 10    | Veronika Zobel     | SC Oberstdorf    | 46.0    | 49.5    | 125.4  |
| 11    | Deborah Schmidt    | TuS Neuenrade    | 43.0    | 50.0    | 110.4  |
| 12    | Soffie Küchle      | SC Oberstdorf    | 39.0    | 43.0    | 81.0   |

### Team
| Platz | Team                                                    | Punkte |
| ----- | ------------------------------------------------------- | ------ |
| 1     | Baden-Württemberg IMagdalena Schnurr Melanie Faißt      | 478.3  |
| 2     | Baden-Württemberg IISvenja Würth Carina Vogt            | 448.4  |
| 3     | Hessen IJenna Mohr Anna Häfele                          | 435.1  |
| 4     | Sachsen IFranziska Schubert Ulrike Gräßler              | 418.3  |
| 5     | Baden-Württemberg IIIAnna Rupprecht Ramona Straub       | 416.8  |
| 6     | Westdeutschland IAnn-Kristin Ahlers Lea Wallewein       | 388.7  |
| 7     | Bayern IKatharina Althaus Sarah Pöppel                  | 365.0  |
| 8     | Baden-Württemberg IVJenny Löffler Carina Ziller         | 356.8  |
| 9     | Bayern IINicole Hauer Stefanie Reischl                  | 326.4  |
| 10    | Sachsen IIMelanie Häckert Nancy Brückner                | 304.9  |
| 11    | Bayern/SachsenLucienne Höppner Veronika Zobel           | 289.1  |
| 12    | Hessen/WestdeutschlandDeborah Schmidt Alexandra Ahlborn | 250.0  |